# Переробка нафтових газів
Переробка нафтових газів (рос. переработка нефтяных газов; англ. petroleum gas refining; нім. Erdölgasver-arbeitung f) — сукупність процесів очищення газу, осушування газу, газофракціонування, алкілування ізобутану олефінами, полімеризації (олігомеризації) олефінів, ізомеризації парафінових вуглеводнів.